# Silviu Brucan
Silviu Brucan, nombre adoptado por  Saul Brucker (Bucarest, 18 de enero de 1916-Bucarest, 14 de septiembre de 2006), fue un periodista, diplomático y político comunista rumano. 

## Primeros años
Nacido en una familia judía, su padre Adolf Brucker era un comerciante importador de telas inglesas finas. Debido a la Gran Depresión, el negocio quebró y el padre debió emplearse como experto en telas de otra empresa y Brucan se dedicó a dar clases particulares a hijos de familias adineradas. En sus memorias, escribió que el fuerte contraste entre el mundo del lujo de las clases privilegiadas y la miseria de los que han trabajado duro todo el día para ganarse la vida, le produjo un sentimiento de injusticia social, que lo influenció fuertemente.
Por ser judío, la Guardia de Hierro le impidió matricularse en la universidad, pero gracias a la colaboración de amigos personales asistía a clases de varias materias en la Universidad de Bucarest.
Brucan se convirtió en activista político desde los dieciocho años de edad. Se sintió atraído por las opiniones de los periódicos semanales izquierdistas y antifascistas como Stinga (La Izquierda), Era Nouă (Nueva Era) y Cuvîntul Liber (Mundo Libre). Se unió a grupos comunistas que organizaron "veladas culturales" en las casas, donde conoció a dirigentes como Alexandru Sahia. Empezó a leer literatura marxista y pronto ingresó al Partido Comunista. Aceptó ocultar en su casa algunos documentos del partido (los discursos en una reunión Comintern en Praga).
En 1935, el diario de centro izquierda Dimineaţa’ competía con el Universu, un periódico de derecha nacionalista. Con el fin de eliminar a su rival, el dueño de Universul, Stelian Popescu, comenzó una campaña antisemita (los dueños de Dimineaţa eran judíos). Grupos fascistas comenzaron a quemar ejemplares de Dimineaţa. Los comunista y los jóvenes socialistas organizaron grupos de vigilancia que defendían los periódicos en los quioscos. Brucan formó parte de uno de estos grupos de vigilancia y estuvo involucrado en una pelea integrantes de la Guardia de Hierro, durante la cual sufrió una lesión grave en la cabeza.
Se dedicó al periodismo. Primero escribía una columna social de moda en Gazeta de Seara, al mismo tiempo que trabajaba como corrector de pruebas en Adevărul Litera. Brucan se asoció con Aurel Alicu, líder de la Juventud Campesina Nacional, con el que fundó en 1937 un semanario llamado Dacia Nouă, en el cual escribían personalidades de diferentes partidos. Fue publicado por un año, hasta que el gobierno de Octavian Goga lo clausuró
A finales de 1938,  Brucan fue reclutado forzadamente por la guardia de fronteras y fue enviado a la Dobruja Meridional, en disputa con Bulgaria, donde grupos armados nacionalistas búlgaros komitadji atacaban puestos de rumanos y a los colonos arrumanos, y además era zona de paso de traficantes de opio.

## Periodista comunista
Durante la Segunda Guerra Mundial, habiéndose alineado el gobierno de Rumania con las Potencias del Eje, Brucan se unió a la resistencia antifascista y vivió clandestinamente en el ático de una casa en una zona tranquila del barrio Cotroceni, trabajando como redactor del periódico ilegal Scînteia , órgano del Partido Comunista. En 1943, fue detenido por un agente de policía, que lo identificó como el rostro de una fotografía incautada comunista que había sido detenido con anterioridad. Sin embargo, no apareció ninguna ninguna evidencia incriminatoria, fue puesto en libertad a los pocos días y continuó dedicado a promover la lucha contra el gobierno de Ion Antonescu y los nazis.
El 23 de agosto de 1944 se desató en Bucarest la insurrección antifascista que logró vencer en la capital se extendió por el país. El 30 de agosto entraron las tropas soviéticas a Bucarest. Brucan fue nombrado en septiembre secretario de Scînteia y llegó a ser uno de los ideólogos del partido. En 1948 y 1949 fue profesor de periodismo.

## Diplomático
Nombrado embajador en Estados Unidos en 1955, fue después embajador de Rumania ante las Naciones Unidas entre 1959 y 1962. Fue director de la Televisión Rumana.

## Politólogo
En 1965 tras formarse el gobierno de Nicolae Ceaușescu, Brucan pasó a segundo plano. Consideró retirarse del Partido Comunista, pero su amigo Emil Bodnăraș lo convenció para que permaneciera como militante de base. Trabajó como profesor de socialismo científico en la Universidad de Bucarest y como traductor.  Su oficio principal desde entonces fue escribir libros sobre política internacional, como Originile politicii americane (Origen de la política estadounidense, 1968); La disolución del poder (1971, edición en castellano de Siglo XXI, 1974);  Democratizarea relaţiilor internaţionale: premise şi realităţi’ (1975); The Dialectic of World Politics (La dialéctica de la política mundial, 1978) y  Socialism at the Crossroads (Socialismo en la encrucijada,1987).

## Contra Ceaușescu
En 1987 fue expulsado del Partido Comunista y sometido a arresto domiciliario, tras hacer una declaración criticando al gobierno de Ceaușescu por la represión contra los obreros en la Rebelión de Brașov. En 1988, con la ayuda de Iulian Vlad, jefe de la Securitate, obtuvo un pasaporte y viajó a Estados Unidos. De regreso a Rumania, en marzo de 1989, junto con otros 5 conocidos comunistas (Gheorghe Apostol, Alexandru Bârlădeanu, Grigore Răceanu, Corneliu Manescu y Constantin Pirvulescu), difundió la conocida Carta de los seis. una abierta crítica de izquierda a las políticas de Ceaeșescu. Brucan detenido y enviado a un lugar en las afueras de Bucarest, en Dămăroaia.
Brucan formó parte del Frente de Salvación Nacional (FSN), como miembro Consejo Provisional de la FSN y de su Comité Ejecutivo.

## Últimos años
Derrocado Ceaușescu, propuso y consiguió convertir el FSN en partido político, fue asesor del presidente Ion Iliescu, se opuso a las medidas anticomunistas y sostuvo una orientación marxista. Desde finales de 1990 realizó el programa de televisión “Predicciones sobre el Pasado” en la red ProTV.  Se dedicó a escribir libros, entre los que se destacan Social Change in Russia and Eastern Europe (Cambio Social en Rusia y Europa oriental, 1998); România în derivă (Rumania a la deriva, 2000); Profeţii despre trecut şi despre viitor (2004) y Secolul XXI (2005). Fue columnista del periódico Ziarul Financiar. En 2006 fue conferencista en seminarios del Instituto PRO. Murió en Bucarest el 14 de septiembre de 2006, a la edad de noventa años, como consecuencia de un paro cardíaco tras una cirugía del estómago.